# Bingo (pořad)
Bingo byl český televizní pořad vysílaný v letech 1994–1996 na TV Nova. Jednalo se o loterii formou „zábavné soutěžní hry“.
Na podzim 1995 otiskly Lidové noviny podezření, že je hra zmanipulovaná. Soutěž byla na jaře 1996 ukončena, po svém obnovení pod názvem Nové Bingo už nedosáhla původní popularity a následně byla definitivně ukončena.
V roce 2005 byl za ovlivnění soutěže (květen – září 1995) v nepřítomnosti odsouzen smluvní pracovník a programátor Pavel Fantyš, několik dalších kompliců bylo odsouzeno podmínečně. V roce 2017 se po dopadení v USA k činu přiznal (uvedl však, že nebyl organizátorem).